# Acianthera herrerae
Acianthera herrerae é uma espécie de orquídea (Orchidaceae) endêmica da Guatemala.